# エレガンスアッキー
エレガンスアッキー(Elegance Acky)は、日本国有鉄道（国鉄）・東日本旅客鉄道（JR東日本）が1985年（昭和60年）から1997年（平成9年）まで保有していた鉄道車両（気動車）で、ジョイフルトレインと呼ばれる車両の一種である。

## 概要とコンセプト
国鉄秋田鉄道管理局（秋田局）では、1984年（昭和59年）にキハ28形・キハ58形気動車を改造した和式（お座敷）気動車を運用していたが、和式気動車は比較的年配者の利用が多いことから、若年者層や職場旅行などに適した、洋風気動車を開発することになった。
車両愛称の「アッキー」は秋田局の販売用マスコットキャラクターのことで、国鉄では初めてマスコットキャラクター名を愛称に取り込んだジョイフルトレインである。

## 車両

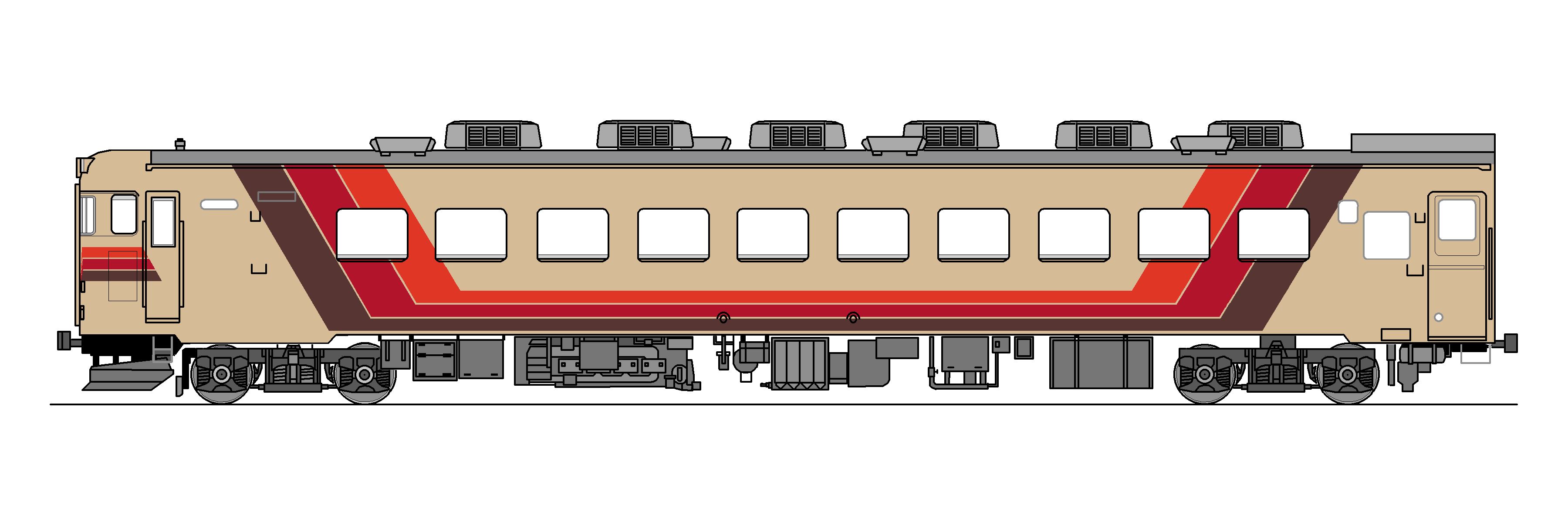
キロ59

本節では、登場当時の車両仕様について記述する。
いずれの車両もキハ28形・キハ58形気動車より改造されており、キロ59形500番台とキロ29形500番台である。改造は土崎工場が担当した。
- 1号車 キロ59 503（旧キハ58 1517）
- 2号車 キロ29 502（旧キハ28 2408）
- 3号車 キロ59 504（旧キハ58 1532）

全車両ともグリーン車扱いである。
団体旅行ではデラックス観光バスが人気を集めており、これに対抗できるような内外装を目指した。
車内は大改造されているが、車体外部は各車両とも乗務員室直後の扉を塞いで小窓を設置した程度で、種車との差異は少ない。車体外部塗装は、職員からの公募により決定されたもので、気動車のイメージを残しつつ、ある程度大胆なデザインとなる一方で、あくまでも秋田局のオリジナルデザインになるように考慮された結果、クリーム1号をベースに赤7号・赤1号・朱色3号の帯をグラデーション風に配したものとなった。
正面の貫通扉には愛称表示機が設置された。団体名や列車名などを表示するが、「アッキー」をデザインしたヘッドマークも用意されている。

### 客室内
一般客室は床全体を100ミリ高くした浮床式（ハイデッキ）構造とし、防振ゴムを入れることで振動や騒音の低減を図った。デッキから客室に入った場所の通路はスロープ構造とした。
照明器具は従来の40ワット形蛍光灯にカバーを設置したほか、160ワットのシャンデリア風灯具を2箇所に設置した。2人がけ座席側の窓上に終夜灯を合計5個設置した。荷物棚は種車のものを全て撤去した上で、1人がけ座席側の窓上にのみアイダックス製の荷物棚を新たに設置した。側面の窓のカーテンは巻取り式から横引き式に変更された。
客室床は絨毯敷きであるが、通路部分については土足使用に耐える、モップ掛けや水洗いが可能なようにビニール製の敷物とした。
座席は回転式の2人がけリクライニングシートを2列-1列の配置でシートピッチ1160ミリで設置した。1人がけ座席は45度刻みで360度回転が可能である。2人がけ座席は180度回転が可能で、脚台に3人分の下足入れとなる空間を設けた。
サービス機器としては、各車両でカラオケ機器とビデオ装置を設置した。これらの機器は乗務員室側の客室端部に設置され、天井にビデオプロジェクターを設置し、仕切り壁に50インチスクリーンを設置した。

### 客室外
洗面所には冷水機を新設したほか、洗面台・鏡を洋風イメージのものに交換した。また、カーテンを取り付けることで更衣室としても使用可能とした。出入台（デッキ）と客室の仕切り扉は自動ドアとした。
乗務員室直後の出入り台は扉を閉鎖した上で添乗員室兼荷物室とし、ビデオラック・荷物棚を設置した。運転席側には添乗員用のテーブルも設けられたほか、扉を埋めた跡に小窓を設置した。

### その他機器
サービス機器用の電源を確保するため、乗務員室助士席側の床下に1キロボルトアンペア仕様の静止型インバータを設置した。サービス電源の制御スイッチは乗務員室運転席側右側に設置した上、添乗員室に配電盤を設置した。
キロ29では一部の配管が座席下の空間に設置されていたが、床下に全て移設したほか、発電機関の冷却風取り入れ口を床下に変更し、騒音の低減を図った。

## 沿革
1985年10月14日より営業開始されたが、秋田局の期待に反して年配者の利用が多かったという。
団体専用列車の他に、昭和63～64年の年末年始や平成元年夏に秋田～仙台間を北上線経由で運転された「快速やまどり」(全車グリーン指定席)など多客臨でも活躍した。その後も引き続き運用され、エンジンの交換なども行なわれたが、1997年に廃車となった。